# Woensdrechtse Heide
De Woensdrechtse Heide is een natuurgebied van 69 ha, dat eigendom is van Defensie.
Het betreft een militair oefenterrein dat ingeklemd ligt tussen Vliegbasis Woensdrecht, landgoed Mattemburgh, en Zurenhoek. Het gebied bestaat uit heide, stuifzand en naaldbos. De heide werd geregenereerd.
In het bos heeft lange tijd een Shermantank gestaan, die betrokken was geweest bij de gevechten om de Kreekrakdam, in oktober 1944. Tot 1976 heeft de tank daar gestaan. Toen werd een Stichting Tankmonument opgericht en de tank werd, mede met behulp van Defensie, gerestaureerd. Deze staat sinds 1978 bij het Bevrijdingsmonument in Woensdrecht opgesteld.
In bedrijf:
Breezand ·
Havelte Oost ·
Legerplaats Harskamp ·
Leusderheide ·
Marnewaard ·
Oirschotse Heide ·
Vliehors ·
Vrachelse Heide ·
Vughterheide ·
Witterveld ·
Woensdrechtse Heide

Voormalig:
De Strubben-Kniphorstbos ·
Ermelosche Heide ·
Gorsselse Heide ·
Noordsvaarder ·
Sterrenbos